# Дедекіндова група
Дедекіндова гру́па — це група, будь-яка підгрупа якої нормальна.
Гамільтонова група — це неабелева дедекіндова група.

## Приклади
Будь-яка абелева група є дедекіндовою.
Група кватерніона — гамільтонова група найменшого порядку.
Норма будь-якої групи є дедекіндовою групою.
Будь-яка нільпотентна Т-група є дедекіндовою.

## Властивості
Будь-яка гамільтонова група подавана у вигляді прямого добутку вигляду G = Q8 × B × D, де B — елементарна абелева 2-група, а D — періодична абелева група, всі елементи якої мають непарний порядок.
Гамільтонова група порядку 2a містить 22a − 6 підгруп, ізоморфних групі кватерніона.
Гамільтонових груп порядку 2ea, де e ≥ 3 стільки ж, скільки абелевих груп порядку a.
Будь-яка гамільтонова група є локально скінченною.
Будь-яка дедекіндова група є Т-групою.
Будь-яка дедекіндова група є квазігамільтоновою.